# 紫禁之巔
《紫禁之巔》（英語：Top on The Forbidden City）。2004年三立華人電視劇週日十點檔系列的第六部作品。全劇共17集，接檔《雪天使》。由三立電視、麻吉製作股份有限公司製作，楊玄執導，趙志堅、聶冰編劇，Gino、曾之喬、JR、Nancy、王少偉主演。2004年5月9日起於華視首播，三立都會台也於2004年5月15日起首播。

## 播出時間
| 頻道       | 所在地 | 播映日期      | 播出時間                         |
| ---------- | ------ | ------------- | -------------------------------- |
| 華視       | 臺灣   | 2004年5月9日  | 每週日 21:30-23:00 （至5月30日） |
| 華視       | 臺灣   | 2004年6月6日  | 每週日 21:40-23:10               |
| 三立都會台 | 臺灣   | 2004年5月15日 | 每週六 21:00-22:30               |

## 故事簡介
晴天與天蠍這兩人仿佛從一相遇就形成了對立，因為晴天的師妹小影愛上了天蠍，激發了晴天奮鬥的決心，他與天蠍產生了亦敵亦友的關係。
晴天後來發現了莫妮卡原來是他的親生母親，對晴天產生了極大的衝擊。莫妮卡當年拋下了親兒，為追尋舞蹈最高榮譽，終於奪得了美國巴比倫神殿舞蹈大賽的冠軍。ROYAL舞團成功取得了亞洲區的參賽權，莫妮卡成為了晴天與天蠍的老師，為了參加巴比倫神殿大賽，他們爭逐最後的參賽隊員資格，莫妮卡更答應拿出一本神秘的舞冊成為參賽的作品。
兩位性格各異，出身懸殊的男主角－晴天與天蠍最終要接受最後的挑戰，取得男主角的位置。兩人最終的決戰猶如武林中兩位孤高的俠客，將在紫禁之巔決一生死。

## 人物介紹

### 主要演員
| 演員   | 角色 | 介紹 |
| 蔡東威 | 天蠍 | 22歲，在美國長大，從小被莫妮卡收留，培養成為優秀的舞者。過去生活無憂，但是性格深沈冷靜，具有強烈的奮鬥心，有自戀的傾向，成為少女仰慕的對象，但他拒絕女生的愛慕，是名副其實的COOLMAN。隨著莫妮卡加入ROYAL後，成為FIRE和晴天的主要對手，更被晴天視為情敵。雖然欣賞小影的率真性格，但因為心中那段陰影，兩人理念上的誤差而常常衝突。      |
| 曾之喬 | 小影 | 19歲，個性俏皮可愛，聰明伶俐。從小在眾師兄弟的寵愛下長大，是大家眼裏的“俏黃蓉” 。喜愛舞蹈，加上幼時所學八家將的基礎，身段伶俐。自小母親過世，與父親相依為命，有男兒的性格，與父親的關係表面上叛逆自我，時常發生衝突，都由晴天為她扛起來，她當晴天是她的大師兄，直到後來與天蠍的邂逅，被對方的舞蹈天份和性格所吸引，後來深深愛上天蠍。 |
| JR     | 晴天 | 21歲，瞇眼大鼻，從小喜歡看漫畫與武俠小說，崇拜英雄，視大俠喬峰為偶像。俠義瀟灑，豪爽開朗。跟著師傅家豪，和師弟軍刀、亦動一起以八家將討生活，他做為大師兄，也是邱家豪最得意的一名弟子，他凡事都扛，深受師弟的尊敬，眾人感情融洽。在晴天心中，多年來一直喜歡師妹小影，當得知小影迷戀ROYAL主力成員天蠍後，將這份愛深深埋在心裏。         |
| 張思萍 | AKI  | 20歲，傳播公司經理HUGO的妹妹。父母在國外定居，AKI從小得不到父母的疼愛和照顧，在缺乏親情的環境下長大，個性好強，高貴中帶著傲氣，崇拜強者，本來看不起小影的出身，跳八家將的小女孩，後來竟然與小影建立了友情。在一次偶然機遇下，無意中晴天幫她解決危機，差點兒為她背了黑鍋，AKI被晴天的俠義豪爽所吸引…                                   |
| 王紹偉 | FIRE | 22歲，HIPHOP主要成員。中日混血兒，來自美國，優越的家世養成了FIRE唯我獨尊的個性，永遠要做第一，不甘心做第二。誰知命運弄人，先碰上了天蠍，又來了一個更強硬的鑽石級對手----晴天。 |

### 其他演員
| 演員   | 角色   | 介紹                                                                                                 |
| 徐華鳳 | 莫妮卡 | 38歲，是晴天的親生媽媽，也是天蠍的老師。有巴比倫神殿大賽的舞冊「紫禁之巔」，是巴比倫神殿大賽的冠軍。 |
| 廖峻   | 邱家豪 | 38歲，小影的父親，也是晴天、軍刀、亦動的師父。在晴天他們參加巴比倫神殿大賽的決賽前過世。             |
| 高志宏 | 軍刀   | 20歲，晴天的師弟。                                                                                   |
| 連偉孝 | 楊亦動 | 19歲，晴天的師弟。                                                                                   |
| 劉光遠 | 大熊   | 跳電子花車，瞧不起跳八家將。                                                                         |
| Kido   | TIN    | 21歲，皇朝的成員。                                                                                   |
| 達倫   | 岸西   | 20歲，皇朝的成員。                                                                                   |
| 立揚   | 黑子   | 19歲，皇朝的成員。                                                                                   |
| 劉亮佐 | HUGO   | 28歲，是AKI的哥哥，想讓莫妮卡拿舞冊來幫助天蠍讓他們獲得冠軍。                                        |

### 客串演出
| 演員   | 角色     | 介紹 |
| 吳世陽 | 蔡主委   | 寺廟的主委，八家將師父邱家豪的朋友。                                                                         |
| 王仁甫 | 把子     | 是POLO的弟弟。在巴比倫神殿大賽的決賽中教訓了升哥一頓，最後跟晴天、天蠍、小影和皇朝的成員成了好朋友。         |
| 李亮瑾 | 記者     | 記者，在記者會採訪EAGLE舞蹈團體。                                                                            |
| 楊少文 | ZOUK     | 老闆，傳播公司的老闆。                                                                                       |
| 郭力夫 | 粉絲     | 舞者AKI的粉絲，性騷擾舞者AKI。                                                                               |
| 高麗紅 | 咪子媽媽 | 育幼院的孤兒咪子的母親。                                                                                     |
| 胡曉芳 | 醫院志工 | 壢新醫院的志工，育幼院的孤兒咪子就是她照顧的病患。                                                           |
| 陳光前 | 拳擊選手 | 拳擊選手，天蠍參加拳擊比賽的比賽對手。                                                                       |
| 鍾倫理 | 醫師     | 醫師，在醫院幫忙晴天手術的醫師。                                                                             |
| 張峰碩 | 手下     | 升哥的手下，幫忙升哥綁架舞蹈老師莫妮卡。                                                                     |
| 孫協志 | 主持人   | 主持人，在巴比倫神殿大賽中當主持人。                                                                         |
| 王耀慶 | 升哥     | 六爺的兒子用不正當的方法收購皇朝讓皇朝成為家族事業，培養晴天成為優秀的舞者，陷害天蠍參加拳擊比賽有吸食毒品。 |
| 狄志杰 | LEO      | 升哥的跟班。                                                                                                 |
| 楊烈   | 六爺     | 升哥的父親在巴比倫神殿大賽的決賽中教訓了升哥。                                                               |

## 原聲帶
《紫禁之巔 電視原聲帶》收錄了劇中出現的12首歌曲及配樂，並於2004年5月正式發行。

## 電視劇歌曲
| 曲別   | 歌名             | 演唱者      | 作詞           | 作曲                                 |
| 片頭曲 | 風雲變色         | 5566、K ONE | TORO、柯呈雄   | 劉勇志、柯呈雄                       |
| 片尾曲 | 背影             | K ONE       | 柯呈雄         | 間力、Jaw Maran                      |
| 插曲   | We Will Rock You | 5566        |                |                                      |
| 插曲   | 討好             | K ONE       | TORO、柯呈雄   | Marcus Winther-John、Tim Christensen |
| 插曲   | Give It Up       | TORO        |                |                                      |
| 插曲   | 等你愛我         | R&B         | 胡如虹         | 謝國維                               |
| 插曲   | Too Young        | 七朵花      | 陳喬恩、柯呈雄 | Nielsen、Lars                        |

### 配樂
- Hotshot
- 風聲鶴唳(Starting The Fire)
- 我和你漸漸走遠的影子(Me And You're Vanishing)
- 決戰紫禁之巔(Battle In The Forbidden City)
- 傷心獨語(Air On G String)

## 網路迷因
2018年，劇中兩男主天蠍和晴天似打架似鬥舞的片段以及女主小影攔架台詞「住手！你们不要再打了啦！」在大陸互聯網爆紅。

## 外部連結
- 官方网站－華視

## 作品的變遷
| 臺灣 華視主頻 每週日 21:30 - 23:00 · 6/6起改為 21:40 - 23:10播出 | 臺灣 華視主頻 每週日 21:30 - 23:00 · 6/6起改為 21:40 - 23:10播出 | 臺灣 華視主頻 每週日 21:30 - 23:00 · 6/6起改為 21:40 - 23:10播出 |
| ---------------------------------------------------------------- | ---------------------------------------------------------------- | ---------------------------------------------------------------- |
|                                                                  | 紫禁之巔 （2004年5月9日－2004年8月29日）                         |                                                                  |
| 雪天使 （2004年1月25日－2004年5月2日）                           | 天國的嫁衣 （2004年9月5日－2005年1月9日）                        |                                                                  |

| 臺灣 三立都會台 每週六 21:00 - 22:30   | 臺灣 三立都會台 每週六 21:00 - 22:30        | 臺灣 三立都會台 每週六 21:00 - 22:30 |
| -------------------------------------- | ------------------------------------------- | ------------------------------------ |
|                                        | 紫禁之巔 （2004年5月15日－2004年9月4日）    |                                      |
| 雪天使 （2004年1月31日－2004年5月8日） | 天國的嫁衣 （2004年9月11日－2005年1月15日） |                                      |

1. ↑  . Yahoo News. 2020-08-14  [2025-08-20] （中文（香港））.